# Nördliches Nagelkänguru
Das Nördliche Nagelkänguru (Onychogalea unguifera) ist eine Beuteltierart aus der Familie der Kängurus (Macropodidae).

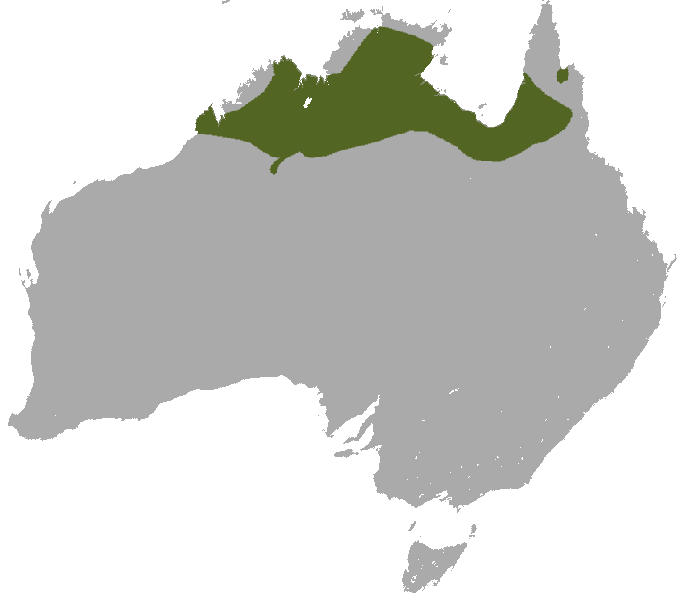
Verbreitungskarte des Nördlichen Nagelkängurus

## Merkmale
Nördliche Nagelkängurus erreichen eine Kopfrumpflänge von bis zu 70 Zentimetern, hinzu kommt noch ein bis zu 73 Zentimeter langer Schwanz. Ihr Gewicht beträgt 5 bis 9 Kilogramm, wobei die Männchen größer und schwerer als die Weibchen werden. Wie bei den meisten Kängurus sind die Hinterbeine deutlich länger und kräftiger als die Vorderbeine. Der Schwanz ist lang und muskulös und weist wie bei allen Nagelkängurus einen kleinen, nagelartigen Sporn auf. Ihr Fell ist dicht und weich, es ist im Gegensatz zu den beiden übrigen Nagelkänguruarten an der Oberseite beige bis sandfarben gefärbt, die Unterseite ist weißlich. Entlang des Rückens verläuft ein dunkler Aalstrich, daneben sind im Gesicht und in der Hüftregion undeutliche weiße Streifen vorhanden.

## Verbreitung und Lebensweise
Nördliche Nagelkängurus sind im nördlichen Australien beheimatet, ihr Verbreitungsgebiet umfasst das nördliche Western Australia, das nördliche Northern Territory sowie den Nordteil Queenslands. Lebensraum dieser Tiere sind offene Waldländer oder mit Bäumen bestandene Buschländer, sie kommen auch in mit Myrtenheiden-Dickichten bestandenen Küstengebieten vor.
Über die Lebensweise dieser Kängurus ist wenig bekannt. Sie sind dämmerungs- oder nachtaktiv und verbringen den Tag in einem niedrigen Nest oder im Pflanzendickicht versteckt. Bei der Fortbewegung halten sie die Vorderbeine nach außen und drehen sie beim Hüpfen, was ihnen die englische Bezeichnung „organ grinder“ (Drehorgelspieler) eingebracht hat. Sie leben überwiegend einzelgängerisch, manchmal schließen sich aber bis zu vier Tiere bei der Nahrungssuche zusammen. Ihre Nahrung besteht aus Gräsern und Kräutern.

## Gefährdung
Im Gegensatz zu den beiden anderen Nagelkänguruarten sind die Bestände des Nördlichen Nagelkängurus seit der Besiedlung Australiens durch die Europäer nicht stark zurückgegangen. Im südlichen Teil ihres Verbreitungsgebietes sind sie aufgrund der Bejagung durch die eingeschleppten Füchse gebietsweise verschwunden, insgesamt gilt die Art aber als weit verbreitet und ist laut IUCN nicht bedroht.
In Europa wird die Art nicht gehalten, ehemalige Halter sind Frankfurt und Köln.

## Belege
1. ↑   ZTL 10.6.